# 宏茂桥

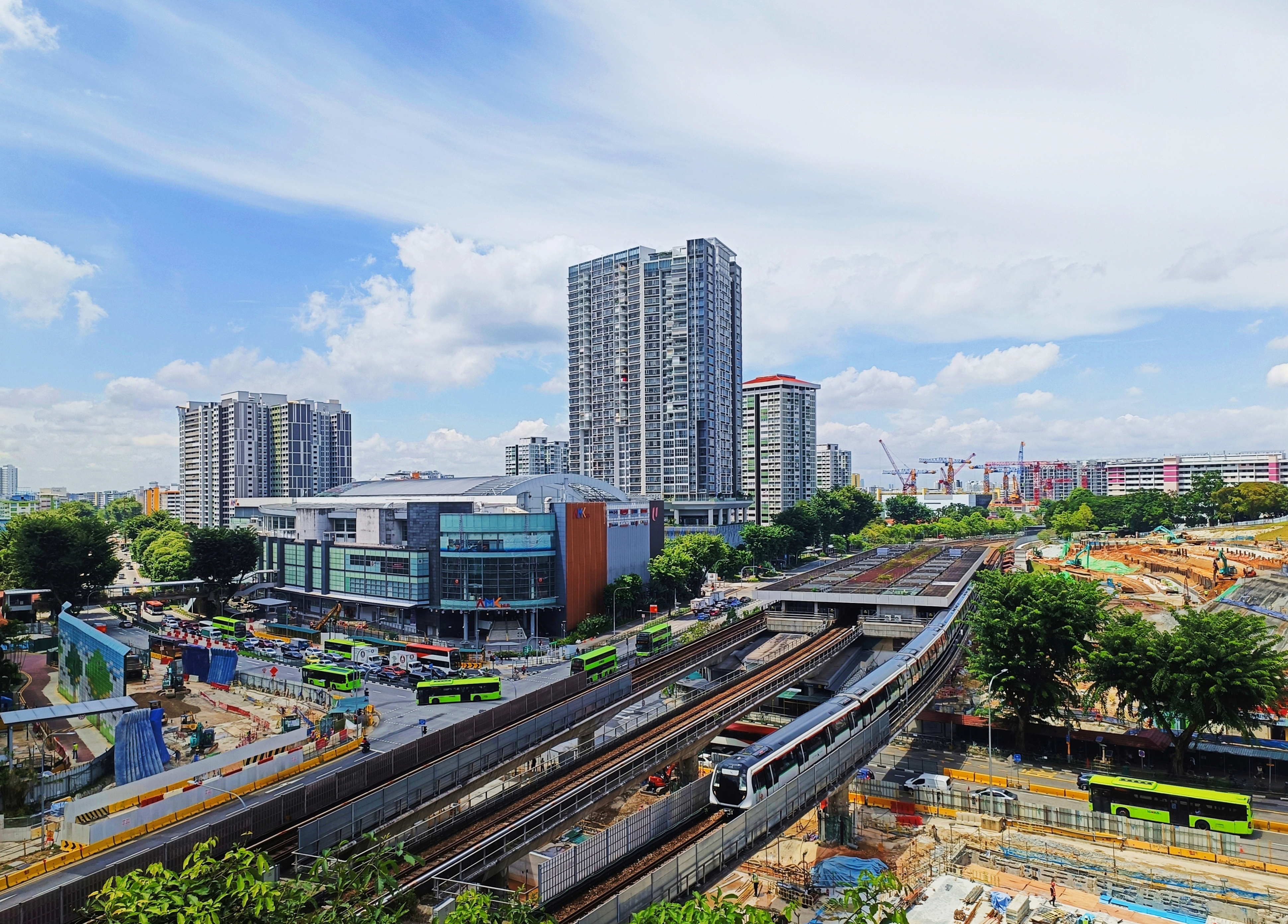
近處為宏茂桥市中心，遠處是一座座的公共房屋。

宏茂桥（英語：Ang Mo Kio；白話字：Âng-mô͘-kiô），是新加坡一個新市鎮，位於新加坡東北部、碧山以北，以熟食中心、濕貨市場和建屋发展局的組屋聞名。
是閩南語，閩南語中的指的是「紅毛」、或有著紅頭髮的白種人。宏茂桥在字面上或解作「白種人的橋」，可能出於記念對新加坡基建作出巨大貢獻的英籍土木工程師湯申，一些古舊的測量地圖曾顯示這區為（是馬來語，解作地區或管轄區域。）。
宏茂橋亦是現任国务资政李顯龍的所屬選區。